# Sekeřice
Sekeřice település Csehországban, a Jičíni járásban. Sekeřice Kněžice, Vinary, Hlušice és Žlunice településekkel határos. Lakosainak száma 120 fő (2024. január 1.).

## Népesség
A település lakosságának változását az alábbi diagram mutatja:
| Lakosok száma | 415  | 475  | 410  | 334  | 179  | 116  | 114  | 119  | 120  | 120  |
|               | 1869 | 1890 | 1921 | 1950 | 1980 | 2001 | 2017 | 2019 | 2022 | 2024 |